# ورنر شیندلر
ورنر شیندلر (آلمانی: Werner Schindler; ۱۳ فوریهٔ ۱۹۰۵ – ۱ ژانویهٔ ۱۹۸۶) معمار اهل سوئیس بود. از افتخارات وی می‌توان به کسب مدال برنز برنامه‌ریزی شهری در بخش مسابقات هنری بازی‌های المپیک تابستانی ۱۹۴۸ اشاره کرد.